# Svatý Jiří
Svatý Jiří è un comune della Repubblica Ceca facente parte del distretto di Ústí nad Orlicí, nella regione di Pardubice.

## Geografia fisica
Il comune si trova a circa 10 km dalla città di Ústí nad Orlicí, a circa 5 km da Choceň ed a circa 4 km dalla cittadina di Brandýs nad Orlicí. Altri comuni limitrofi sono Zálší, Nořín e Kosořín ad ovest, Loučky, Oucmanice, Zářecká Lhota, Březenice e Orlík a nord, Sítiny ad est e Chotěšiny, Voděrady, Vračovice, Orlov, Borová, České Heřmanice, Dolní Sloupnice e Tisová a sud.

## Storia
La prima menzione scritta del villaggio risale al 1199. Si tratta della prima località nata nel distretto di Usti nad Orlicí. Il suo nome significa in ceco San Giorgio.

## Monumenti
- Chiesa romanica di San Giorgio[5], risalente allo stesso periodo della fondazione del villaggio[4] e ristrutturata in stile barocco
- Crocifisso
- Statua di San Giovanni Nepomuceno

## Geografia antropica

### Frazioni
- Svatý Jiří
- Loučky
- Sítiny